# Igreja São Miguel Arcanjo

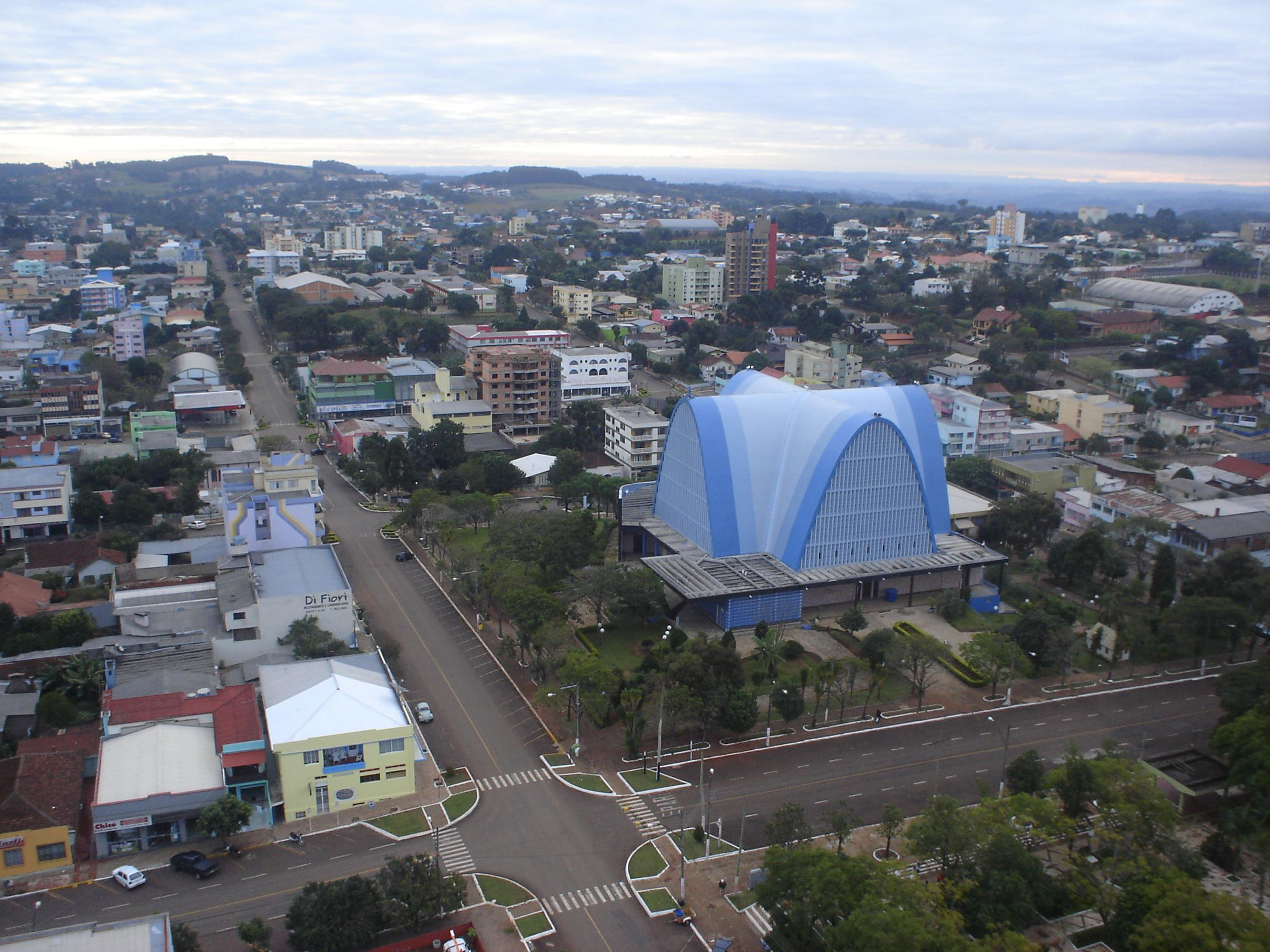
Igreja São Miguel Arcanjo - 2009

A Igreja São Miguel Arcanjo, localiza-se no extremo-oeste de Santa Catarina, na fronteira com a Argentina, na cidade de São Miguel do Oeste. A igreja é sede da paróquia São Miguel Arcanjo e um dos principais pontos turísticos do município.

## História
Em 1943 os colonizadores da região construiram uma capela de madeira, dedicada a São Miguel Arcanjo, padroeiro e protetor dos madeireiros. Os fiéis passaram a ser atendidos pelos Padres Jesuítas da Paróquia de Itapiranga até a data de 06 de fevereiro de 1944, quando foi criado pelo Bispo Prelado de Palmas, o Reitorado, que foi instalado em 07 de fevereiro pelo Pe. Aurélio Canzi.
O Reitorado de São Miguel Arcanjo foi elevado a Paróquia no dia 09 de abril de 1950 por Decreto do Prelado de Palmas e, assim, desmembrou-se da Paróquia de Itapiranga.
A Paróquia de São Miguel Arcanjo foi instalada pelo Prelado de Palmas, em 30 de abril de 1950, ocasião em que o Pe. Aurélio Canzi assumiu o ofício de Pároco.
Em 1950 iniciou-se as tratativas para a construção de uma nova Igreja na sede da paróquia. Durante uma das viagens do pároco para viabilizar a construção, recebeu a resposta de um engenheiro paranaense: A obra custaria Cr$ 200 bilhões, valor absurto, e totalmente inviável.
Após algumas mudanças, o projeto foi apresentado ao bispo Diocesano, D. Wilson. Então a construção foi autorizada em 1965, e o Pe. Danilo Link ficou encarregado de coordenar a nova Igreja. Na época, uma das maiores obras do estado em volume de material utilizado.
No início da década de 80 a nova Igreja foi inaugurada, e é o principal cartão postal de São Miguel do Oeste.